# Leichtathletik-Weltmeisterschaften 2017/Teilnehmer (Luxemburg)
| Gelbes Symbol für Goldmedaillen mit stilisierten Olympischen Ringen | Graues Symbol für Silbermedaillen mit stilisierten Olympischen Ringen | Braundes Symbol für Bronzemedaillen mit stilisierten Olympischen Ringen |
| ------------------------------------------------------------------- | --------------------------------------------------------------------- | ----------------------------------------------------------------------- |
| —                                                                   | —                                                                     | —                                                                       |

Von Luxemburg wurde ein Athlet für die Leichtathletik-Weltmeisterschaften 2017 in London nominiert.

## Ergebnisse

### Männer

#### Sprung/Wurf
| Athlet       | Disziplin   | Qualifikation | Qualifikation | Finale             | Finale             |
| Athlet       | Disziplin   | Weite/Höhe    | Platz         | Weite/Höhe         | Platz              |
| ------------ | ----------- | ------------- | ------------- | ------------------ | ------------------ |
| Bob Bertemes | Kugelstoßen | 19,10 m       | 31            | nicht qualifiziert | nicht qualifiziert |